# نخورلی
نُخورلی یا نخور (به ترکمنی: نوْخۇرلؽ طایپاسؽ، Nohurly taýpasy) یک گروه قومی ساکن شهرستان راز و جرگلان در شمال استان خراسان شمالی معروف به جلگهٔ نخور است. از روستاهای مهم آن‌ها یکه سعود، باغلق و بک پولاد است. نخورها یکی از ۴ طایفه اصلی ترکمن‌های ایران (در کنار یموت‌ها، گوکلان‌ها، و تکه‌ها) به شمار می‌روند. البته ممکن است این طایفه محصول اختلاط نژادی طوایف دام‌دار و کوه‌نشین بومی این جلگه با گروه‌هایی از ترکان اغوز مهاجر به این سرزمین در اوایل قرن دهم هجری قمری باشد. در این دوره با افزایش مهاجرت ترکمن‌ها به شمال خراسان گروهی از خراسانی‌های ساکن کوه‌های کپه‌داغ و جلگهٔ مَرغاب با آن‌ها مخلوط شده و تحت تسلط آن‌ها قرار گرفتند.
در کتاب «سفرنامهٔ استرآباد و مازندران و گیلان» میرزا ابراهیم که در سال ۱۲۷۶ ه. ق/۱۸۶۰ نوشته شده، «نخور» یکی از طایفه‌های ایل تکه محسوب شده که از ۳۰۰ خانوار تشکیل می‌شود.

## وجه تسمیه
نخور یا نوخور Nohur  جلگه‌ای در کؤپت‌داغ می‌باشد و به طایفه‌ای کشاورز که در آنجا زندگی می‌کنند نوخورلی گفته شده است. نوخورلی یعنی: «کسانی که در جلگهٔ نوخور زندگی می‌کنند.» نوخور در اصل از زبان عربی  به زبان فارسی وارد شده است و همان «نهر» به معنای جوی و رودخانه است. در منطقهٔ نوخور چشمه فراوان است.

## شاخه‌ها و تیره‌های نخور
گ. پ. واسیلیوا G.P. Wasilýewa  در تحقیقات خود به سال ۱۹۵۴ م. نوخورلی را به دو شاخه تقسیم کرده است: نوخورلی و زردلی zertli. شاخهٔ نوخورلی و تیره‌هایی را که تا قرن ۱۱ میلادی به آن اضافه شده به دو زیر شاخه تقسیم کرده است: ملیک Melik، اربان Erban،  دنجیک Denjik، سیغیر Sygyr، جاغیل‌جوْغول Jagyljogul (جاغیل‌جوْغول شامل: کؤسه، پارّاش Parraş، جاغیل‌جوْغول).
شاخهٔ دیگر نوخورلی را تیره‌هایی می‌داند که در قرون ۱۱ تا ۱۸ میلادی به آنها اضافه شده‌اند: یۆزبگی، یۆزباشی، عوض‌گلدی، بَهار، عبدالرحمان، خوجا، ایشخ‌آتا Yşhata (اشیخ‌آتا شامل: جویجه و قودوز)، قوُش‌خانا، اِشک (شامل: کۆیزه‌گأر).
شاخهٔ زردلی از طایفهٔ نوخورلی را تیره‌هایی می‌داند که در قرن ۱۸ به آن اضافه شده است: اوْغری (شامل: اوْغری، بگ، کل)، کر (شامل: خوجانفس)، کم، خوجانیاز، خیوالی، آیی، چاریخ Çaryh (شامل: قودوز)، قاضی Kazy.
شاخهٔ زردلی را به زیرشاخه‌های: خوجانیاز (شامل: آدی‌بای، اوسساندیر Ussanedir)، اوْغری (شامل: اوغری، بگ، کل)، کؤر، خوجانفس، آیی (شامل: آیی، بدیر)، چاریق (شامل: سپ‌قولی Sepguly، سیدقولی Seýitguly، محمدقولی)، خیوالی، قاضی تقسیم کرده است.